# AC Ace

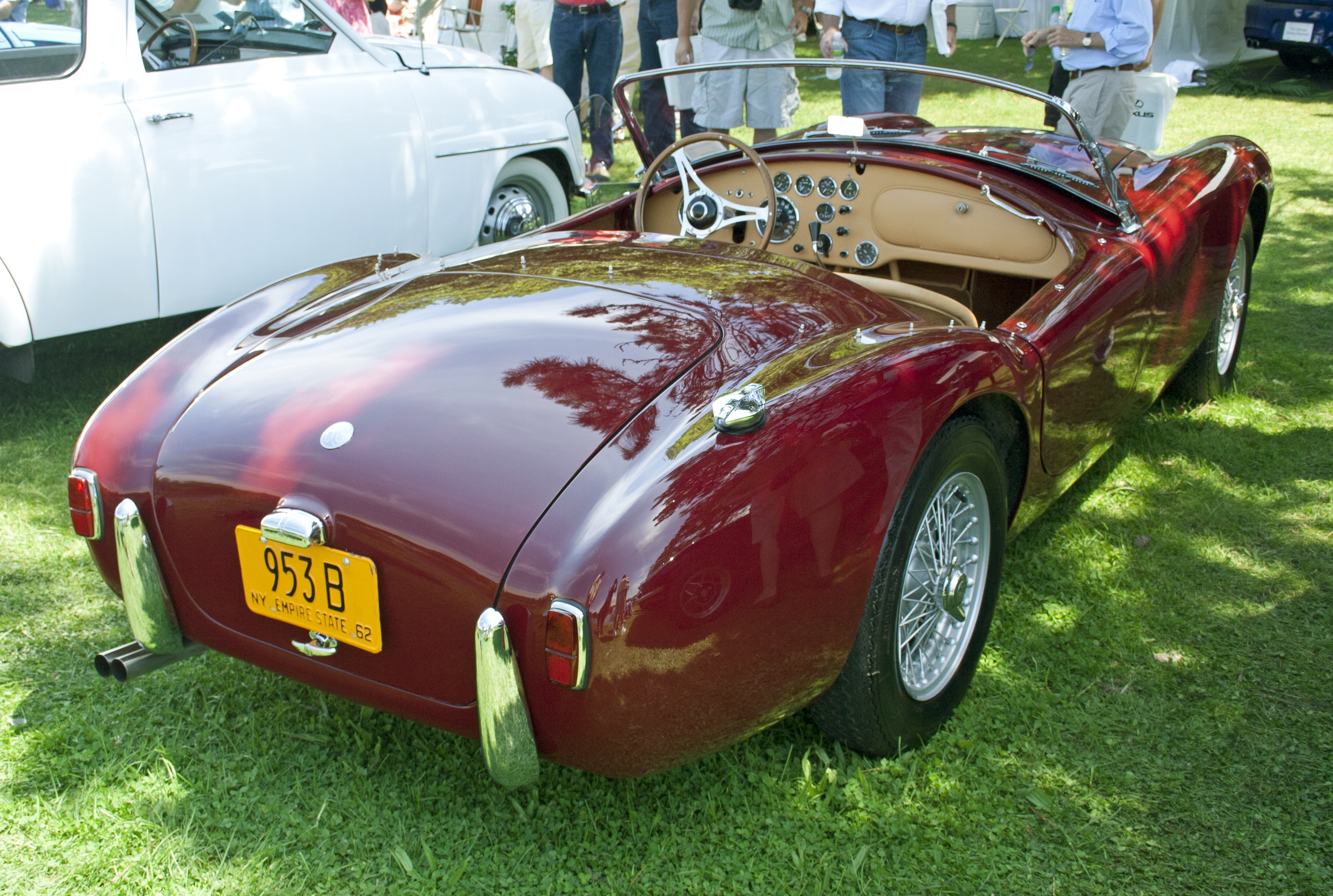
AC Ace 2.6 1962 (Ford motorem)

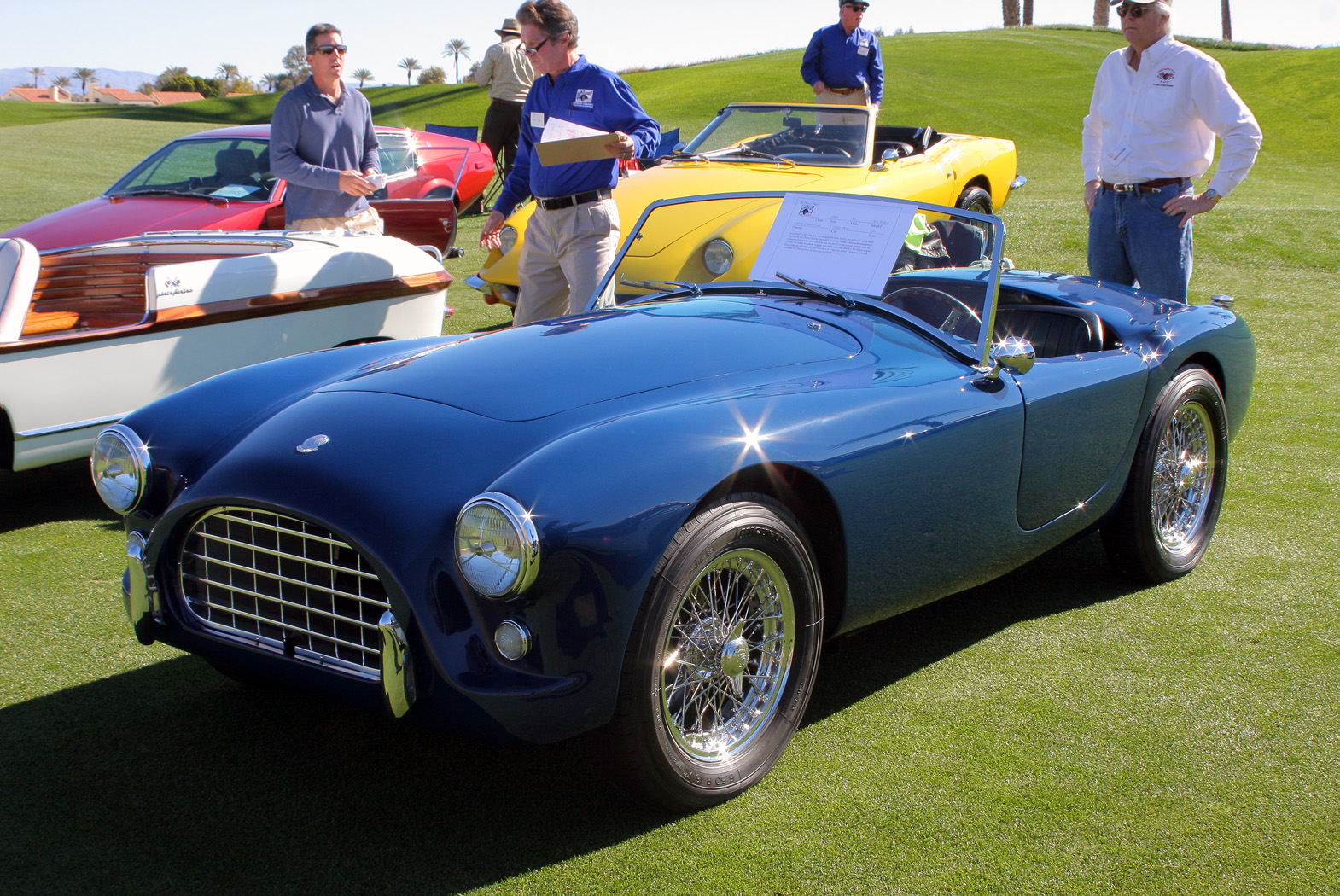
1959 Ac Ace

AC Ace je roadster anglické automobilky AC Cars, se kterým se vrátila na trh po druhé světové válce. Vůz patřící do skupiny dvoulitrových vozů se poprvé představil v roce 1953 a za deset let výroby bylo vyrobeno celkem 1 099 exemplářů. Jeho nástupcem se stal nejznámější model automobilky Cobra.
Lehká dvoudveřová, ručně vyráběná karoserie vyráběná z lehkých slitin inspirovaná vozem Ferrari Barchetta ukrývala zastaralý řadový šestiválec AC s vačkovými hřídelemi v hlavě válců OHC, který se používal již brzy po první světové válce. Maximální rychlost 165 km/h a zrychlení z 0 na 100 km/h za 13 sekund sotva splňovala nároky na úspěšný sportovní automobil. Proto se od roku 1956 nabízel lepší řadový šestiválec (2l) Bristol Cars s výkonem 125 koní. Nejvyšší max. rychlost se zvýšila na necelých 190 km/h a zrychlení z 0 na 100 km/h se snížilo pod 9 sek. Díky tomu se vůz vyznačoval dobrými jízdními vlastnostmi a vůz získával úspěchy i v soutěžích. V letech 1961 až 1963 vzniklo několik modelů s řadovým šestiválcem Ford s objemem 2,6 litru a výkonem 170 koní. V roce 1954 se k roadsteru připojilo i coupe s označením Aceca. Jeho tvary odpovídaly tvarům prvotním hatchback|hatchbackům (prvním skutečným hatchbackem je považován vůz MG B). V současnosti je po vozech AC Ace velká poptávka, zvláště s motory Bristol.
- Motor: řadový šestiválec
- Výkon: 102 k (AC), 125 k (Bristol), 170 k (Ford)
- Max. rychlost: 165–185 km/h
- Zrychlení z 0 na 100 km/h: 9–13 sek.
- Objem: 1991 cm3, 2553 cm3
- Rozměry: 3848 × 1511 × 1245 mm
- Převodovka: čtyřstupňová manuální
- Počet vyrobených vozů:
  - Ace: 266
  - Ace Bristol: 466
  - Ace (Ford): 47
  - Aceca: 320